# Des mots qui sonnent
„Des mots qui sonnent” (ang. „Words That Sound”, pol. „Słowa, które brzmią”) – piosenka z albumu Céline Dion Dion chante Plamondon. „Des mots qui sonnet” została wydana na rynku kanadyjskim 14 października 1991, jako pierwszy singiel (tylko radiowy) promujący album.
W piosence Céline Dion interpretuje słowa Luca Plamondona, autora tekstów piosenek z francuskojezycznej części Kanady. Muzykę napisał Aldo Nova, który współpracował już z Dion na jej albumie Incognito z 1987 roku.
„Des mots qui sonnent” włączono później do maxi-singla (wydanie kanadyjskie) Dion „Beauty and the Beast”.
Mimo że „Des mots qui sonnent” była tylko singlem radiowym nakręcono do niej teledysk, który zawierał sceny z Lukiem Plamondonem i Aldo Nova. Klip wyreżyserował Alain Desrochers w październiku 1991 roku. Włączono go później do On ne change pas DVD z 2005 roku.
„Des mots qui sonnent” pojawia się również w wersji na żywo na albumie Dion À l’Olympia. Piosenkę włączone również do kompilacji największych francuskojęzycznych hitów kanadyjki On ne change pas.
„Des mots qui sonnent” doszła do 10 miejsca na liście najchętniej granych piosenek w Quebec, gdzie przebywała przez 17 tygodni.

## Formaty i lista utworów
Promotional 1-track CD-single – (Francja)
1. „Des mots qui sonnent” – 3:56

## Pozycje, sprzedaż i certyfikaty
| Kraj                   | Pozycja | Certyfikat | Sprzedaż |
| ---------------------- | ------- | ---------- | -------- |
| Quebec – Airplay Chart | 10      | -          | -        |